# Vojislav Melić
Vojislav Melić (ur. 5 stycznia 1940 roku w Šabacu, zm. 7 kwietnia 2006 roku w Belgradzie) – jugosłowiański piłkarz występujący podczas kariery zawodniczej na pozycji pomocnika w klubach: Mačva Šabac, Crvena zvezda Belgrad, FC Sochaux-Montbéliard i AS Béziers oraz w reprezentacji Jugosławii. Uczestnik Mistrzostw Świata 1962.
W reprezentacji zadebiutował 2 czerwca 1962 roku w meczu z Urugwajem (3:1).